# Muzeul de Artă din Brașov

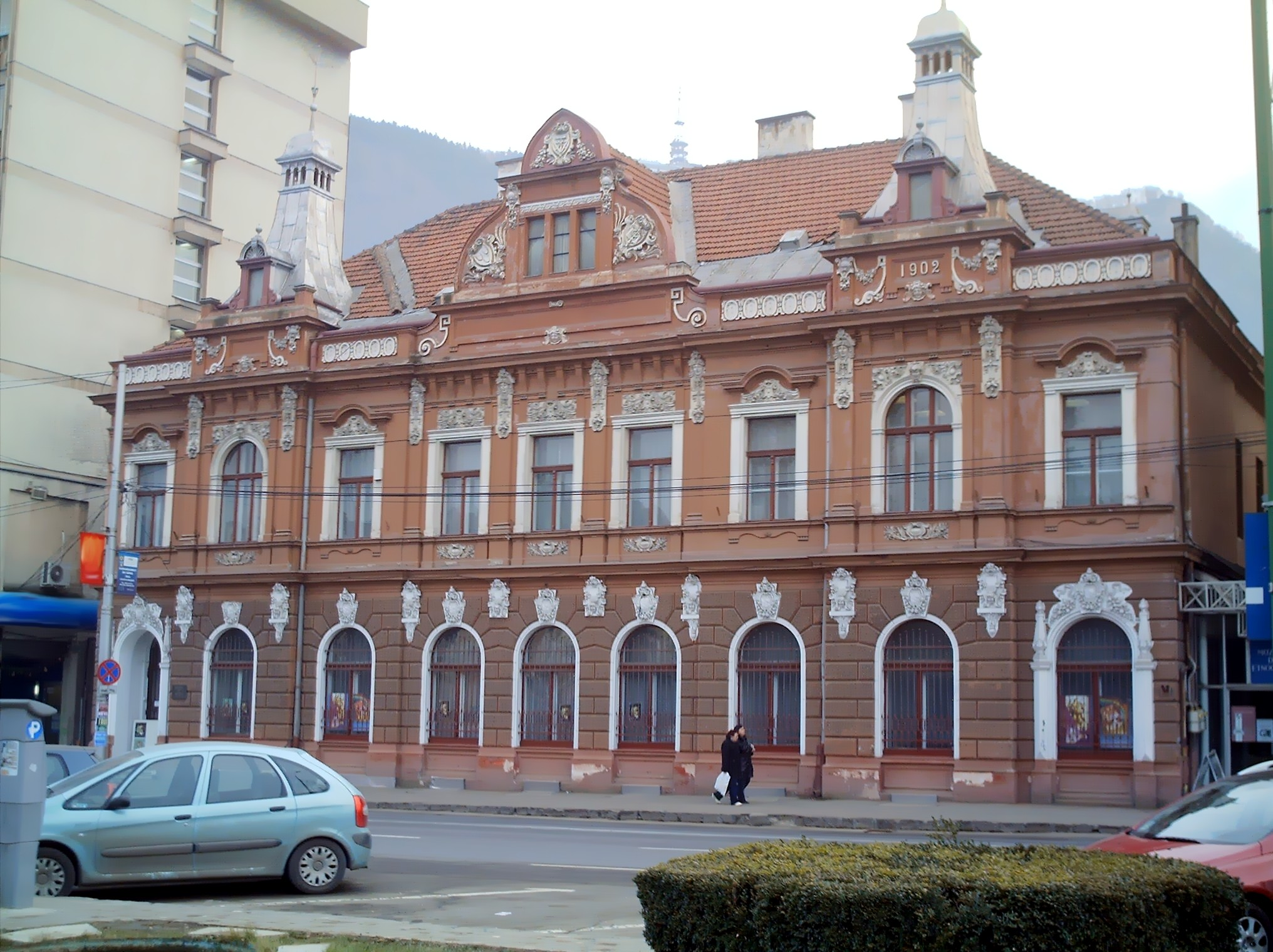
Clădirea Muzeului de Artă din Brașov

Muzeul de Artă Brașov este adăpostit de o cladire concepută în stil neobaroc, realizată după proiectul lui M. Wagner la 1902 și cuprinde o galerie națională de pictură și sculptură în cele șase săli de la etajul clădirii și o expoziție de artă decorativă.
Galeria națională cuprinde piese de anonimi (secolul al XVIII-lea), pașoptiști, Theodor Aman, Nicolae Grigorescu (36 piese, a doua colecție din țară, din toate perioadele de creație), Ion Andreescu, Ștefan Luchian, Theodor Pallady, Ștefan Popescu, Nicolae Tonitza, Octav Băncilă, Iosif Iser, Ion Țuculescu, Francisc Șirato, Alexandru Ciucurencu, Jean Alexandru Steriadi, Nicolae Dărăscu, Valeriu Maximilian precum și de contemporani din București și Brașov. Sculptura este semnată de Paul Dubois, Ion Irimescu, Dimitrie Paciurea etc.
Prin activitatea sa, muzeul se distinge ca o instituție de prestigiu, în special prin expoziții cu caracter național și internațional organizate în ultimii ani, cum ar fi Salvador Dali, Francisco de Goya, Max Ernst etc. precum și prin participarea cu lucrări la expoziții internaționale importante.

## Istoric
Muzeul funcționează într-o clădire de la începutul secolului al XX-lea situată în Bulevardul Eroilor nr. 21, lângă Hotel Capitol. Dispune de două expoziții permanente: Galeria Națională (artă românească modernă și contemporană) și expoziția de Artă Decorativă (reunind piese reprezentative pentru spațiul oriental, european și românesc). 
Muzeul a luat ființă în anul 1949 ca secție a Muzeului Regional al Regiunii Stalin. Începând cu 15 februarie 1950 a fost deschisă la etajul întâi al Casei Sfatului prima expoziție permanentă de artă plastică. Secția de Artă s-a mutat din anul 1970 în spațiul în care funcționează până în prezent.
Ridicată în anul 1902 de Asociația Meseriașilor Sași din Brașov (Kronstädter Sächsischer Gewerbeverein), clădirea a fost naționalizată în 1950, apoi reamenajată și adaptată în vederea destinației actuale între anii 1969-1970. Muzeul de Artă Brașov s-a constituit ca instituție de sine stătătoare la 1 iunie 1990, în baza Deciziei nr. 227 din 11 iunie 1990, prin desprinderea din Muzeul Județean Brașov a Secției de Artă. Funcționează ca instituție publică de cultură, având personalitate juridică proprie, în subordinea Consiliului Județean Brașov. Conform Legii muzeelor și colecțiilor este clasificat drept muzeu de importanță județeană.